# تشويق اجتماعي
التشويق الاجتماعي هو نمط من الأفلام يجمع عناصر من التشويق والرعب لتوضيح مواقف القمع في المجتمع. حصل هذا النمط على الاهتمام عام 2017 مع صدور فيلم اخرج من إخراج جوردان بيل، وهو فيلم يركز على حوادث الإقصاء العرقي، والتي تحجب خطة هادفة إلى خطف الأمريكيين الأفارقة الصغار. قبل جوردان بيل، استخدم عدد من الممثلين والمخرجين والنقاد السينمائيين هذا المصطلح لوصف نمط سينمائي حديث مع أمثلة من مختلف أنحاء العالم. يركز عدد كبير من أفلام التشويق الاجتماعي على قضايا العرق أو الطبقات الاجتماعية أو الهوية الجنسية أو الجنس أو الوطنية، ويكون ذلك غالبًا كأفلام ضمن أصناف معروفة على نطاق أوسع مثل الكوميديا السوداء وفيلم نوار (السينما المظلمة) وأفلام الدراما والرعب وسينما بوليوود والأفلام الموسيقية إضافة إلى أصناف أخرى.

## الاستخدامات المبكرة
ظهر مصطلح «التشويق الاجتماعي» للمرة الأولى في النقد السينمائي للإشارة إلى الأفلام التي تستخدم عناصر من التشويق للإشارة إلى التوتر الناتج عن الظلم الاجتماعي. ظهر هذا المصطلح بشكل أساسي في الاقتباسات، واستُخدم بدءًا من سبعينيات القرن العشرين للإشارة نحو الماضي إلى السينما المظلمة الجديدة السياسية. يأتي أحد الأمثلة المبكرة من تصوير الكاتب السينمائي جورج سادول لشخصية الوحش، وهو فيلم جريمة مصري دخل مهرجان كان السينمائي لعام 1954. يختصر سادول الفيلم بأنه «تشويق اجتماعي معتمد على قضية بوليسية حقيقية حول ملاحقة الشرطة لمجرم مدمن على المخدرات». يتابع سادول واصفًا أسلوب الفيلم الوثائقي وخلفية الحياة في الريف المصري. يمكن إيجاد استخدامات مبكرة لهذا المصطلح في وصف أفلام الموجة الجديدة الفرنسية، وذلك مثل فيلم عصابة نادا عام 1974 للمخرج كلود شابرول والمستوحى من أحداث مايو 1968 في فرنسا. في كتابهما الثقافة الفرنسية منذ عام 1945، كتب مالكوم ومارتن كوك أن «مسيرة شابرول كانت مكرسة بشكل شبه كامل لما يمكننا دعوته بنمط ’التشويق الاجتماعي’» ويتابعان في تعريف هذا النمط بأنه «الأفلام التي تستخدم صيغة تشويق شبيهة بتلك التي يستخدمها هيتشكوك للتعليق على انحراف وازدواجية المجتمع الفرنسي».
تجادل العديد من نقاد الأفلام الآخرين حول المصطلح في مراجعاتهم قبل العقد الثاني من القرن الحادي والعشرين، لكن هذه النقاشات قلما سارت في الطريق الذي يمنح التشويق الاجتماعي مكانة كصنف سينمائي ثابت وواضح. قبل عام 2017، استخدم معظم الكتاب هذا المصطلح مرة واحدة فقط، عادة في مراجعة واحدة وبهدف وصف فيلم واحد بحد ذاته. في كتابه الذي يروي قصة حياة ويليام وايلر، يصف أكسل مادسن فيلم النهاية الميتة من عام 1937 لمخرجه همفري بوغارت بفيلم التشويق الاجتماعي. أما مراجع الفيديو لشبكة تي إل إيه ديفيد بلايلر فقد وصف فيلم لا مهرب عام 1950 للمخرج سيدني بواتييه بكونه «دراما متوترة مصممة باحتراف، إذ ينجح في كل من كونه دراما طبية طويلة وفيلم تشويق اجتماعي». دعا دوغلاس برود الممثل سبنسر تريسي «بالبطل غير التقليدي المنبوذ لفيلم التشويق الاجتماعي» تعليقًا على أدائه في فيلم يوم سيء في بلاك روك عام 1955. وُصف فيلم آخر لبواتييه، وهو في دفء الليل (1967) بفيلم التشويق الاجتماعي من قبل ليونارد مالتين، ونُقل هذا الاقتباس إلى جلسة في مجلس النواب الأمريكي. ظهر كل من تريسي وبواتييه في فيلم خمن من سيأتي للعشاء عام 1967، وهو فيلم وُصف لاحقًا بأنه مثال «غير تشويقي» مهم لنمط التشويق الاجتماعي.
بالنسبة إلى الأفلام المنتجة خارج الولايات المتحدة، ذكر أكثر من مراجع فيلم الضحية البريطاني الصادر عام 1961 كأحد أفلام التشويق الاجتماعي. نظرًا لكونه الفيلم الأول الناطق باللغة الإنجليزية الذي يذكر كلمة «مثلي الجنس» ضمن الحوار، أثار فيلم الضحية جدلًا في المملكة المتحدة بسبب نقده للقوانين البريطانية المعادية للمثلية، والتي بقيت قائمة حتى إصدار قانون الجرائم الجنسية لعام 1967 الذي ألغى تجريم المثلية الجنسية للرجال في إنجلترا وويلز. وصف إسماعيل خافيير فيلم سرقة القطار البرازيلي السياسي الصادر عام 1962 هجوم على قطار الرواتب بفيلم التشويق الاجتماعي. وُصف الفيلم التايواني اختراق قانون الرب الصادر عام 1982 للمخرج باي جينغ روي بأنه «تشويق اجتماعي حول الاستغلال»، كما أن الفيلم الإسباني تاكسي الصادر عام 1966 والذي يتطرق إلى صعود اليمين العنصري لُقب بالتشويق الاجتماعي أيضًا.
في كتابه قاموس تاريخي للسينما الروسية والسوفييتية، يذهب الكاتب بيتر رولبرغ أبعد من الإشارات وحيدة الذكر مثل أقرانه. في وصفه لعمل المخرج الروسي البيلاروسي ألكسندر فاينتسيمر، كتب رولبرغ «كرس فاينتسيمر نفسه لنمط التشويق الاجتماعي قليل التمثيل تقليديًا، وذلك بأفلام ضخمة مثل لا حق في الفشل (1974) والكافيتيريا في شارع بياتنيكسكايا (1978)». يذكر رولبرغ أيضًا فيلم الكتب (1982) للمخرج ليونيد فيلاتوف وفيلم صياد الأفاعي (1985) للمخرج فاديم ديربينيف كعلامتين فارقتين لهذا النمط في الاتحاد السوفييتي.